# 三浦明博
三浦 明博（みうら あきひろ、1959年5月28日 -）は、日本の小説家、コピーライター。
宮城県栗原郡築館町（現在の栗原市）出身。宮城県築館高等学校、明治大学商学部卒業。仙台市の広告会社でコピーライターとして勤務後、1989年に独立。現在はフリーランスで活動している。
2000年、シンククエスト＠ジャパン学際部門、小学生向けのインターネット環境教育ソフト『ふしぎのとびら』でプラチナ賞受賞。同年、第46回江戸川乱歩賞最終候補。
2002年、「亡兆のモノクローム」（刊行時『滅びのモノクローム』に改題）で第48回江戸川乱歩賞を受賞しデビューする。

## 作品リスト
- 滅びのモノクローム（2002年8月 講談社 / 2005年8月 講談社文庫）
- 死水（2003年8月 講談社 / 2007年7月 講談社文庫）
- サーカス市場（2006年3月 講談社 / 2009年3月 講談社文庫）
- 罠釣師（2006年6月 文藝春秋）
- コワレモノ（2008年6月 サンガ）
- 失われた季節に（2008年9月 講談社）
- 感染広告（2010年2月 講談社 / 2012年3月 講談社文庫）
- 黄金幻魚（2011年4月 講談社）
- 盗作の報酬（2012年5月 講談社）
- 五郎丸の生涯（2012年7月 講談社）